# ألبرتو ماركيتي
ألبرتو ماركيتي (بالإيطالية: Alberto Marchetti) (و. 1954  م) هو لاعب ومدرب كرة قدم، من إيطاليا، يلعب كلاعب وسط.